# Nymphon tenuipes
Nymphon tenuipes is een zeespin uit de familie Nymphonidae. De soort behoort tot het geslacht Nymphon. Nymphon tenuipes werd in 1911 voor het eerst wetenschappelijk beschreven door Bouvier. 